# Франц Миклошич
Франц (Франьо, Франтишек) Миклошич (Franz von Miklosich, Franz Xaver von Miklosisch, Franc/Fran Miklošič) (20 ноември 1813 – 7 март 1891) е политик и езиковед от Австрийската империя и Австро-Унгария от словенски произход, първият виден представител на австрийската славистика.
Смятан е за основоположник на сравнителната граматика на славянските езици, сред най-значимите фигури в славистиката на 19 век.
Франц Миклошич е основен инициатор и вдъхновител за създаването на общ сърбо-хърватско-словенски език – начинание от края на 1840-те години, претърпяло практически крах с разпадането на Югославия през 1990-те години.

## Биография
Миклошич е роден в село Радомершчак край Лютомер, Щирия. Основно училище посещава в Лютомер, а гимназия – във Вараждин и Марибор. Завършва през 1837 г. Университета в Грац със степен доктор по философия и за известно време е преподавател по философия там. През 1838 г. заминава за Виена, където получава степен доктор по право.
Миклошич обаче се посвещава на изучаване на славянските езици и изоставя правото. Сближава се и работи под ръководството на Бартоломей Копитар бъв Виенската библиотека.
През същата година Миклошич публикува критична рецензия за труда на Франц Боп „Сравнителна граматика“ под заглавие „Санскритски и славянски“, с която допълва граматиката на Боп по отношение на славянския материал. С нея Миклошич започва дълга поредица от трудове, отличаващи се с ерудиция и направили революция в славянската филология.
През 1848 г. Миклошич се включва в политическия живот за кратко и става председател на виенското дружество „Словения“, съучредител на програмата „Обединена Словения“ и народен представител в горната камара на австрийския парламент.
През 1849 г. Миклошич е назначен за извънреден професор в новосъздадената катедра по славянска филология във Виенския университет. Става през 1850 г. редовен професор по славянски езици и литератури и декан на Философския факултет (за 3 учебни години), а през 1854–55 г. е ректор на Виенския университет. Пенсионира се през 1886 г.
Академичният възход на Миклошич не е случаен – предшестван е от политическа кариера. Той е основен инициатор на сключения Виенски договор, по силата на който западните южнославянски езици се обединяват в общ – сърбохърватски на основата на Дубровнишкия и Босненско-херцеговински йекавски изговор. В изпълнение на следваната политика през 1868 г. в Княжество Сърбия е наложена Вуковата реформа, а княз Михаил Обренович – убит. За основа на сръбската латиница е взета от Вук Караджич именно родната на Миклошич словенска латиница.
В периода от 1852 до 1875 г. Миклошич публикува фундаменталния си труд „Сравнителна граматика на славянските езици“, с който поставя началото на сравнителното славянско езикознание. Оставя около 180 научни публикации (статии и обемисти научни трудове).
Голям брой от неговите трудове изследват въпроси, свързани не само със славянските езици, а и с романските езици, албанския, гръцкия и ромския език. Миклошич оказва силно влияние и за унифицирането на словенския език.
Миклошич става член на Виенската академия, в която е назначен за секретар на нейния исторически и философски отдел. Член-кореспондент е на френската Академия за надписи и художествена проза (1851), Петербургската академия на науките (1856), Българското книжовно дружество (днес: Българска академия на науките, 1884) и др.
През 1864 г. за труда и заслугите си Миклошич получава наследствена титла граф, а по решение на общинския съвет на Лютомер става негов почетен гражданин.

## Избрани трудове
- Lexicon linguae Slovenicae veteris dialecti, Vindobonae 1850 (Речник на старите диалекти на славянския език)
- Vergleichende Grammatik der slavischen Sprachen. 1. Lautenlehre, Wien 1852 (1879); Stammbildungslehre, Wien 1875. 3. Wortbildungslehre, Wien 1876. 4. Syntx, Wien 1868 – 1874 (Сравнителна граматика на славянските езици – основен труд на Миклошич)
- Vergleichende Formenlehre der slavischen Sprachen, Wien 1856 (Сравнителна морфология на славянските езици, за която Миклошич получава наградата Волне)
- Die Sprache der Bulgaren in Siebenbürgen, Wien 1856, S. 105 – 146
- Lexicon Palaeuslovenico-graeco-latinum, Vindobonae 1862–65 (Старославянско-гръцко-латински речник)
- Die Legende vom hl. Cyrillus, Wien 1870 (Житието на св. Кирил)
- Geschichte der Lautbezeichnung im Bulgarischen, Wien 1883
- Monumenta Serbica Spectantia Historiam Serbiae, Bosniae, Ragusii, 1858 (Сръбски паметници за изследване на историята на Сърбия, Босна и Дубровник)
- Etymologisches Wörterbuch der slavischen Sprachen, Wien 1886 (Етимологичен речник на славянските езици)
- Über die Mundarten und Wanderungen der Zigeuner Europas, 12 части, 1872–80 (За диалектите и миграциите на европейските цигани)